# Sambódromo Municipal de Bauru
O carnaval de Bauru chegou a ser considerado um dos maiores e melhores do interior paulista, cresceu tanto que ganhou um sambódromo para que a festa se profissionalizasse.
O Sambódromo Municipal de Bauru foi inaugurado no final de 1990 pelo então prefeito Antônio Izzo Filho. A passarela do samba de Bauru foi a segunda a ser construída no Brasil, antes mesmo do Anhembi em São Paulo. O sambódromo possui capacidade para 20 mil pessoas, entre arquibancadas e camarotes. A capacidade era estendida pelo fato dos desfiles serem livres, não havendo pagamento de ingressos.
Durante os 11 anos que o carnaval foi realizado no sambódromo,a festa chegou ao seus tempos áureos, porém com uma má administração e exploração do portencial da festa, ela foi interrompida em 2002. Desde então, o sambódromo repousa em um abandono total, servindo até de canteiro para mato e depredações.
Em 2010 o sambódromo municipal completou 19 anos, voltando a receber desfiles carnavalescos, com os bocos e algumas escolas de samba. No ano seguinte retornaram os desfiles competititvos, com a vitória da Azulão do Morro.